# دارين نغ
دارين نغ  (بالإنجليزية: Darren Ng)‏ مواليد 18 ديسمبر 1983، هو لاعب كرة سلة أسترالي بدأ مسيرته الاحترافية في سنة 2002. يبلغ طوله 6 قدم 2 1⁄3 بوصة (1.9 م).